# Festival du film gay et lesbien de Ljubljana
Le Festival du film gay et lesbien de Ljubljana (en slovène : Festival gejevskega in lezbičnega filma) est un festival de cinéma LGBT qui a lieu à Ljubljana depuis 1984.

## Présentation
Il se tient tous les ans, la première semaine de décembre, à la cinémathèque de Ljubljana. Il ne décerne aucun prix.

## Historique
Le festival existe depuis 1984. C'est l'un des plus anciens festival de cinéma gay et lesbien encore en activité en Europe,.
En 1993, le festival a projeté Wittgenstein de Derek Jarman, No Skin Off My Ass de Bruce LaBruce, Salmonberries de Percy Adlon, Paris Is Burning de Jennie Livingston, Les Nuits fauves de Cyril Collard, My Father Is Coming de Monika Treut, Poison de Todd Haynes ou encore My Own Private Idaho de Gus Van Sant.
En 1999, il présente Fucking Åmål, Fire, Pourquoi pas moi ?, Ni dieux ni démons, Amour et mort à Long Island et The Watermelon Woman.
Le festival fête ses vingt ans en 2004. Il célèbre sa trentième édition en 2014.
En 2015, le festival avait pour organisateur le poète Brane Mozetič.